# جبل علي (الرجم)

تعديل مصدري - تعديل

جبل علي هي إحدى قرى عزلة الجرادي بمديرية الرجم التابعة لمحافظة المحويت، بلغ تعداد سكانها 89 نسمة حسب تعداد اليمن لعام 2004.